# Pieschener Melodien

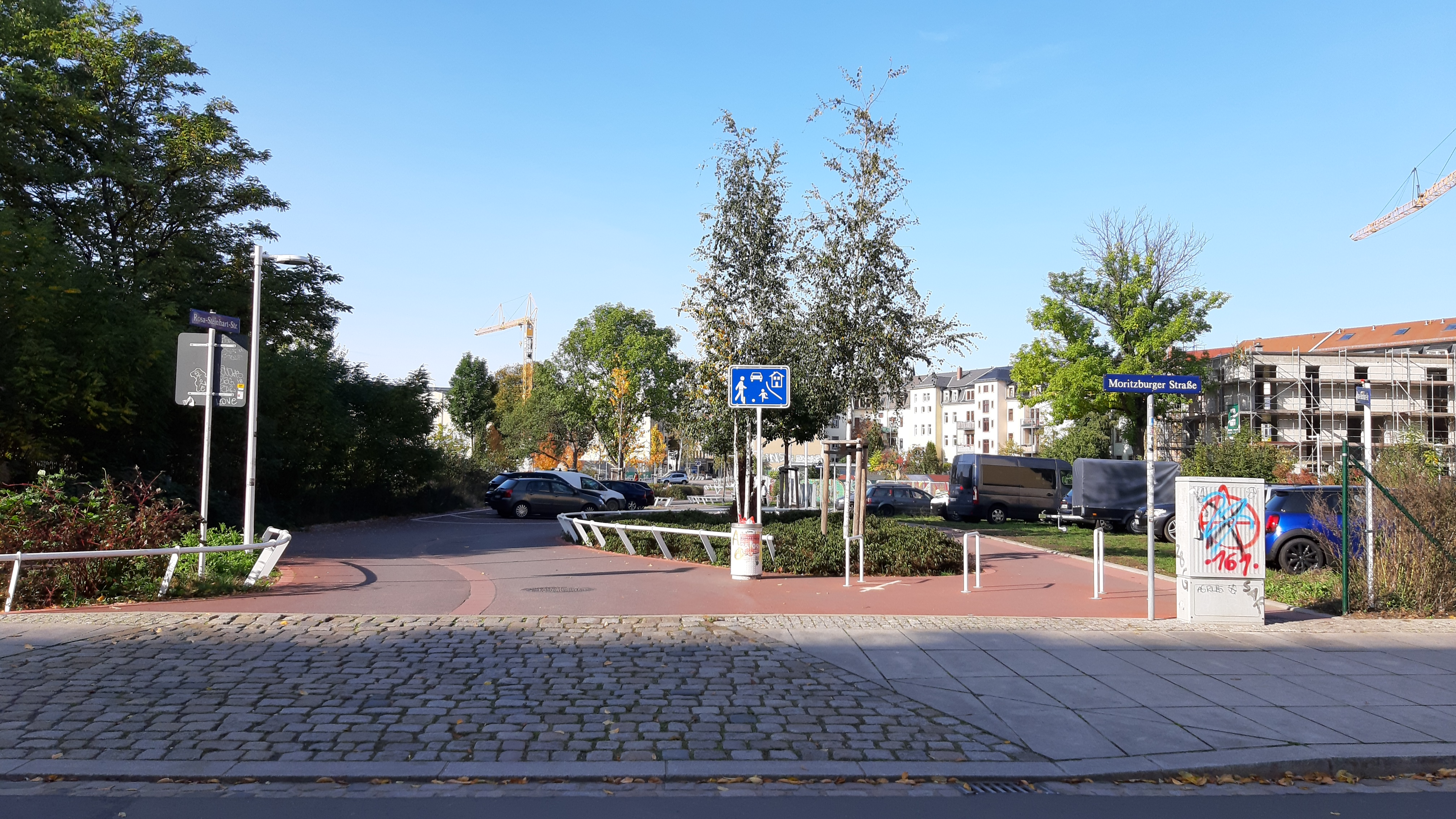
Die Rosa-Steinhart-Straße 2020

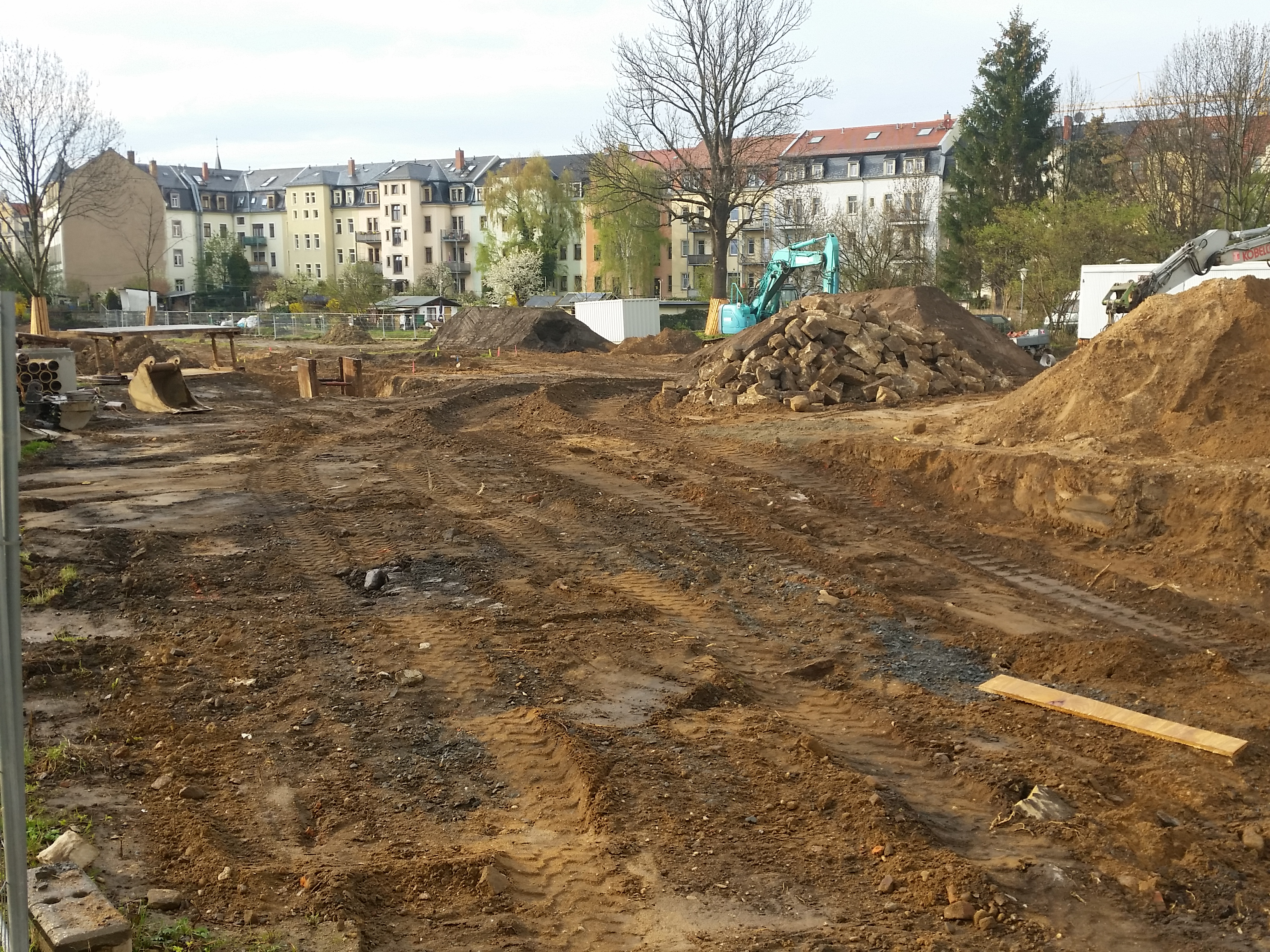
Ähnliche Ansicht zu Beginn des Umbaus 2016

Pieschener Melodien, auch Pieschner Melodien, ist ein öffentlicher Freiraum im Innenbereich eines Mietshaus-Karrees im  Stadtteil Pieschen-Süd des Stadtbezirks Pieschen der sächsischen Landeshauptstadt Dresden.
Die Pieschner Melodien, auch Pieschener Melodien genannt, sind eines der wenigen Shared-Space-Projekte in Deutschland und das einzige in Dresden, welches die Planungsphilosophie der Shared Spaces umgesetzt hat. Der „melodiöse“ Name bezieht sich zum einen auf die geschwungene Rosa-Steinhart-Straße die die künftige Wohnbebauung erschließt, und auf den Park, der ringsherum angelegt wurde. Es wurde am 24. Mai 2017 vom damals amtierenden Dresdner Baubürgermeister Raoul Schmidt-Lamontain eingeweiht. Die Planungs- und Bauzeit betrug drei Jahre. Der verkehrsberuhigte Verkehrsbereich liegt zwischen der Moritzburger Straße, der Konkordienstraße, der Leipziger Straße und der Konkordienstraße. Ausgehend von den neuangelegten Erschließungsstraßen wird es möglich sein, den Innenraum weiter zu verdichten.

## Shared Space Straßen
In den Pieschner Melodien gibt es drei Straßen die dem Shared Space folgen.
Der Hedwig-Langner-Weg ist benannt nach Hedwig Louise Langner, die 1894 ein Spielwaren- und Seifengeschäft mit Puppenklinik auf der Bürgerstraße gründete, das als Puppen-Langner bis 2015 existierte.
Die Rosa-Steinhart-Straße ist nach der jüdischen Kauffrau Rosa Steinhart (1885–1943) die vor ihrer Inhaftierung und Deportation in Trachenberge wohnte, benannt. Die Namensgebung stieß bei NPD und AfD auf Ablehnung, wurde aber trotzdem beschlossen.
Der Neudorfer Weg wurde benannt nach der um 1545 entstandenen und bis 1866 bestehenden Siedlung Neudorf mit 50 Gehöften an der heutigen Moritzburger Straße, welche heute zur Leipziger Vorstadt gehört.